# Sivapithecus parvada
Sivapithecus parvada és una espècie extinta de primat. Es calcula que visqué fa uns 10 milions d'anys, durant el Miocè superior. Fou descobert el 1988.